# Furutobeïta
La furutobeïta és un mineral de la classe dels sulfurs. Nom atorgat en honor de la localitat tipus.

## Classificació
La furutobeïta es troba classificada en el grup 2.BE.10 segons la classificació de Nickel-Strunz (2 per a Sulfurs i sulfosals (sulfurs, selenurs, tel·lururs; arsenurs, antimonurs, bismuturs; sulfarsenits, sulfantimonits, sulfbismutits, etc.); B per a "els sulfurs de metall, M:S>1:1 (principalment 2:1)" i E per "amb Pb (Bi)"; el nombre 10 correspon a la posició del mineral dins del grup). En la classificació de Dana el mineral es troba al grup 2.16.12.1 (2 per a Sulfurs i 16 per variat; 12 i 1 corresponen a la posició del mineral dins del grup).

## Característiques
La furutobeïta és un sulfur de fórmula química (Cu,Ag)₆PbS₄. Cristal·litza en el sistema monoclínic. La seva duresa a l'escala de Mohs és 3.

## Formació i jaciments
S'ha descrit a Europa, Àsia i a l'Àfrica. En petites vetes de stromeyerita que tallen bornita a la zona de Kuroko en un dipòsit de sulfur massiu.